# Johor
| \| \| \| \| Flagge \| Wappen \| |                            |
| Karte                           |                            |
| Abkürzung                       | JHR                        |
| Hauptstadt                      | Johor Bahru                |
| Herrscher                       | Sultan Ibrahim Ismail      |
| Ministerpräsident               | Onn Hafiz Ghazi, BN-UMNO   |
| Fläche                          | 19.016 km² (2011)          |
| Bevölkerung                     | 4.009.670 Einwohner (2020) |
| Bevölkerungsdichte              | 211 Ew/km²                 |
| Sprachen                        | Malaiisch                  |
| Kfz-Kennzeichen                 | J                          |
|                                 |                            |
| Flagge                          | Wappen                     |

Johor (gesprochen „Dschohor“, früher Johore; Jawi جوهور, aus arabisch جوهر, DMG Ǧauhar ‚wertvolle Steine‘) ist der südlichste Bundesstaat von Malaysia auf der Malaiischen Halbinsel. Die Einwohnerzahl beträgt 4.009.670 (Stand: 2020).
Die Hauptstadt und Sitz des Sultans von Johor ist Johor Bahru. Johor Lama (Kota Batu) war die alte Hauptstadt des Sultanats.

## Geografie und Lage

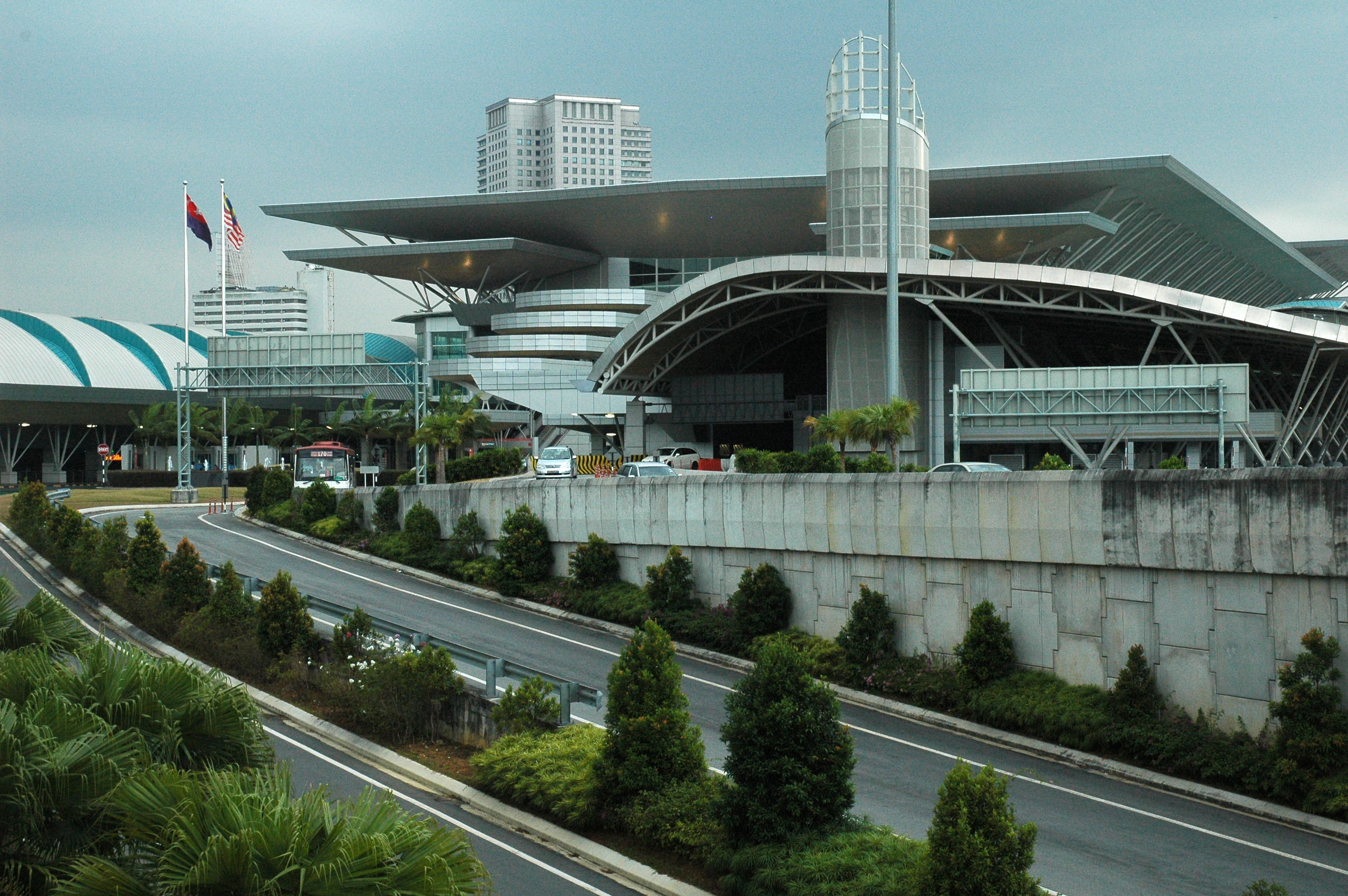
Sultan-Iskandar-Komplex in Johor Bahru: Einwanderungs-, Quarantäne- und Zollstation an der Grenze zu Singapur

Johor bedeckt die Südspitze der Malaiischen Halbinsel. Die Ostküste Johors liegt am südchinesischen Meer, die Westküste an der Straße von Malakka. Im Süden liegt jenseits der nur etwa einen Kilometer breiten Straße von Johor auf einer Insel der Stadtstaat Singapur und dahinter wiederum die Straße von Singapur.
Im Norden grenzt Johor an die malaysischen Bundesstaaten Malakka, Negeri Sembilan und Pahang.

## Geschichte
Das Sultanat Johor wurde im frühen 16. Jahrhundert von Alauddin Riayat Shah (1528–1564) gegründet. Er war der Sohn Mahmud Shads, des letzten der vor den Portugiesen geflohenen Sultane von Malakka. Zur Blütezeit war ein Gebiet von Pahang bis zu den Riau-Archipel unter der Kontrolle des Sultanats. Obwohl die Rückeroberung Malakkas unmöglich schien, bekämpfte und störte Johor die Portugiesen in deren 130-jähriger Herrschaft und wurde damit zum Gegner um die Kontrolle der Straße von Malakka.
Die Geschichte der ersten hundert Jahre ist gekennzeichnet von einer Serie von Thronfolgestreitereien und strategischen Allianzen mit regionalen Klans und ausländischen Mächten, um das politische und wirtschaftliche Gewicht in der Meerenge zu halten. Im Wettkampf mit Aceh, im nördlichen Sumatra und Malakka unter portugiesischer Vorherrschaft, befand sich Johor im ständigen Kriegszustand mit seinen Rivalen und schmiedete Bündnisse mit befreundeten malaiischen Staaten und natürlich mit den Niederländern. Die Holländer besiegten 1641 Malakka zusammen mit Johor. Bis 1660 blühte das Gebiet als Warenumschlagplatz, in dem die Händler keine Zölle zahlen mussten.
Im späten 17. und frühen 18. Jahrhundert verringerte sich der Einfluss Johors und die Bugis aus Sulawesi und die Minangkabau aus Sumatra waren die bestimmende politische Macht im Johor-Riau-Reich.
1819 brach das Reich in zwei Teile auseinander. Das Festland wurde von Temenggong kontrolliert und das Sultanat von Linga von den Bugis. In dieser Periode begann die moderne Geschichte von Johor. 1885 schloss der Sultan Abu Bakar einen Freundschaftsvertrag mit Großbritannien. 1914 wurde das Land Protektorat und Teil der Unfederated Malay States.
Siehe auch: Liste der Sultane von Johor.

## Verwaltungsdistrikte

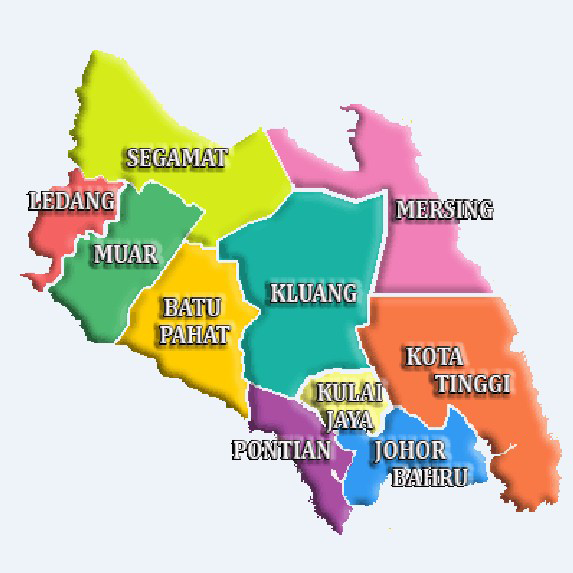
Karte der Distrikte Johors (bis Ende 2007)

Verwaltungstechnisch war Johor bis Ende 2007 in acht Distrikte unterteilt.
2008 kamen die Distrikte Ledang und Kulaijaya hinzu.
| Distrikt    | Fläche (2011) | Einwohner (2010) | Einwohner (2020) |
| ----------- | ------------- | ---------------- | ---------------- |
| Batu Pahat  | 1.878 km²     | 417.458          | 495.338          |
| Johor Bahru | 1.066 km²     | 1.386.569        | 1.711.191        |
| Kluang      | 2.852 km²     | 298.332          | 323.762          |
| Kota Tinggi | 3.484 km²     | 193.210          | 222.382          |
| Kulai       | 756 km²       | 251.650          | 329.497          |
| Ledang      | 977 km²       | 136.852          | 163.449          |
| Mersing     | 2.839 km²     | 70.894           | 78.195           |
| Muar        | 1.393 km²     | 247.957          | 314.776          |
| Pontian     | 920 km²       | 155.541          | 173.318          |
| Segamat     | 2.851 km²     | 189.820          | 197.762          |
| Gesamt      | 19.016 km²    | 3.348.283        | 4.009.670        |

## Kultur
Seit seiner Gründung erfuhr das Sultanat einen starken kulturellen Einfluss durch arabische Händler und Islamgelehrte, von denen viele aus der jemenitischen Region Hadramaut kamen. Dieser, teilweise mit indischen Elementen vermengte Einfluss zeigt sich in den für Johor charakteristischen Tanzformen Zapin und Hamdolok, die bei Familienfeiern und religiösen Festen aufgeführt werden. Die Tanzaufführungen werden von Orchestern begleitet, deren führendes Melodieinstrument, die Laute Gambus, ebenfalls aus dem arabischen Raum stammt.

## Söhne und Töchter des Bundesstaats
- Si Yew-Ming (* 1979), Tennisspieler
- Nur Izzuddin (* 1997), Badmintonspieler
- Adam Norrodin (* 1998), Motorradrennfahrer
- Ng Tze Yong (* 2000), Badmintonspieler